# آنیوس (پادشاه دلوس)

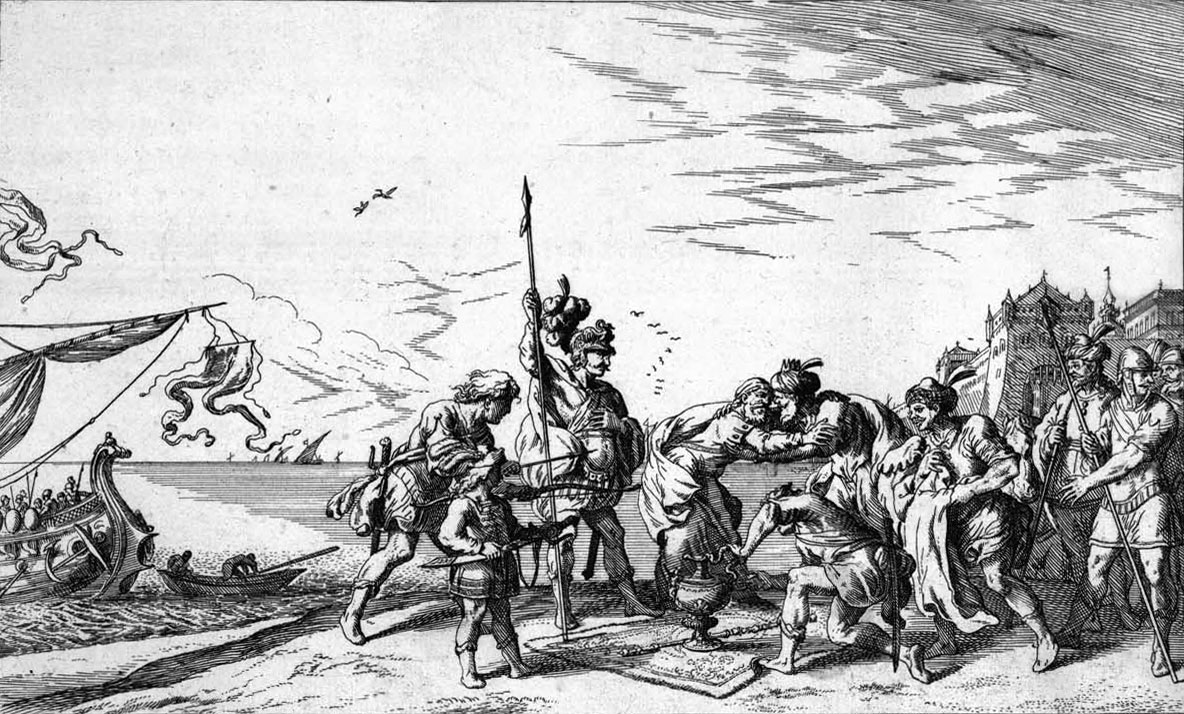
تصویری از ملاقات آئنیاس با آنیوس توسط یوهان ویلهلم باور

آنیوس (انگلیسی: Anius) در اسطوره‌شناسی یونانی او شاه دلوس و کاهن آپولون بود.